# Mistrzostwa Europy w Kajakarstwie 2011
Mistrzostwa Europy w Kajakarstwie 2011 odbyły się w dniach 17 czerwca–19 czerwca 2011 roku w Belgradzie (Serbia).

## Tabela medalowa
| Miejsce | Państwo         | Złoto | Srebro | Brąz | Razem |
| ------- | --------------- | ----- | ------ | ---- | ----- |
| 1       | Węgry           | 6     | 2      | 2    | 10    |
| 2       | Białoruś        | 4     | 5      | 3    | 12    |
| 3       | Niemcy          | 4     | 4      | 1    | 9     |
| 4       | Rosja           | 4     | 1      | 3    | 8     |
| 5       | Azerbejdżan     | 2     | 2      | 0    | 4     |
| 6       | Rumunia         | 2     | 1      | 2    | 5     |
| 7       | Polska          | 1     | 2      | 4    | 7     |
| 8       | Wielka Brytania | 1     | 1      | 1    | 3     |
| 9       | Portugalia      | 1     | 0      | 3    | 4     |
| 10      | Litwa           | 1     | 0      | 0    | 1     |
| 11      | Hiszpania       | 0     | 3      | 1    | 4     |
| 12      | Ukraina         | 0     | 1      | 2    | 3     |
| 13      | Szwecja         | 0     | 1      | 1    | 2     |
| 14      | Norwegia        | 0     | 1      | 0    | 1     |
| 14      | Słowacja        | 0     | 1      | 0    | 1     |
| 15      | Serbia          | 0     | 1      | 0    | 1     |
| 17      | Dania           | 0     | 0      | 2    | 2     |
| 18      | Czechy          | 0     | 0      | 1    | 1     |
| Razem   | Razem           | 26    | 26     | 26   | 78    |

## Medaliści

### Mężczyźni

#### Kanadyjki
| Konkurencja | Złoto                                                             | Czas      | Srebro                                                                                           | Czas      | Brąz                                                                                   | Czas      |
| C-1 200 m   | Walentin Demianienko                                              | 39,855    | Alfonso Benavides Lopez De Ayala                                                                 | 40,047    | Jurij Czeban                                                                           | 40,161    |
| C-1 500 m   | Walentin Demianienko                                              | 1:50,681  | Paweł Baraszkiewicz                                                                              | 1:50,693  | Dzianis Haraża                                                                         | 1:50,939  |
| C-1 1000 m  | Sebastian Brendel                                                 | 3:47,155  | Iosif Chirilă                                                                                    | 3:49,645  | Jose Luis Bouza Pregal                                                                 | 3:50,065  |
| C-1 5000 m  | Niemcy Sebastian Brendel                                          | 24:07,383 | Hiszpania Jose Luis Bouza Pregal                                                                 | 24:15,819 | Czechy Lukáš Koranda                                                                   | 24:28,725 |
| C-2 200 m   | Litwa · Raimundas Labuckas · Tomas Gadeikis                       | 37,416    | Białoruś · Alaksandr Wauczetski · Dimitrij Rabczanka                                             | 37,866    | Węgry · Attila Bozsik · Gábor Horváth                                                  | 37,914    |
| C-2 500 m   | Rumunia · Victor Mihalachi · Liviu-Alexandru Dumitrescu-Lazar     | 1:41,641  | Azerbejdżan · Maksim Prokopenko · Sergiej Bezuglij                                               | 1:41,689  | Polska · Mariusz Kruk · Roman Rynkiewicz                                               | 1:41,959  |
| C-2 1000 m  | Rosja · Aleksiej Korowaszkow · Ilja Pierwuchin                    | 3:28,584  | Białoruś · Andrej Bahdanowicz · Alaksandr Bahdanowicz                                            | 3:28,614  | Rumunia · Victor Mihalachi · Aleksandr Liviu Dumitrescu-Lazar                          | 3:28,818  |
| C-4 1000 m  | Węgry · Marton Toth · Matyas Safran · Mihaly Safran · Robert Mike | 3:16,042  | Białoruś · Andrej Bahdanowicz · Dimitrj Rabczanka · Alaksandr Bahdanowicz · Alieksandr Wauczecki | 3:16,270  | Rosja · Iwan Kuzniecow · Rasul Iszmuchamedow · Kirił Szamszurin · Władimir Czernyszkow | 3:16,528  |

#### Kajaki
| Konkurencja | Złoto                                                                          | Czas      | Srebro                                                             | Czas      | Brąz                                                                                | Czas      |
| K-1 200 m   | Piotr Siemionowski                                                             | 35,418    | Péter Molnár                                                       | 35,460    | Edward Mckeever                                                                     | 35,538    |
| K-1 500 m   | Jurij Postrugaj                                                                | 1:39,418  | Anders Gustafsson                                                  | 1:39,532  | Kasper Bleibach                                                                     | 1:39,550  |
| K-1 1000 m  | Max Hoff                                                                       | 3:22,485  | Aleh Jurenia                                                       | 3:25,029  | Fernando Pimenta                                                                    | 3:25,881  |
| K-1 5000 m  | Aleh Jurenia                                                                   | 20:45,612 | Eirik Verås Larsen                                                 | 20:45,966 | René Holten Poulsen                                                                 | 21:04,908 |
| K-2 200 m   | Wielka Brytania · Liam Heath · Jonathan Schofield                              | 32,487    | Białoruś · Raman Piatruszenka · Wadzim Machnieu                    | 32,775    | Szwecja · Anders Svensson · Christian Svanqvist                                     | 32,793    |
| K-2 500 m   | Białoruś · Wadzim Machnieu · Raman Piatruszenka                                | 1:30,355  | Słowacja · Erik Vlček · Peter Gelle                                | 1:30,601  | Portugalia · João Ribeiro · Emanuel Silva                                           | 1:30,739  |
| K-2 1000 m  | Niemcy · Andreas Ihle · Martin Hollstein                                       | 3:07,095  | Rosja · Witalij Jurczenko · Wasilij Pogrieban                      | 3:07,827  | Węgry · Roland Kokeny · Rudolf Dombi                                                | 3:08,205  |
| K-4 1000 m  | Portugalia · David Fernandes · Emanuel Silva · João Ribeiro · Fernando Pimenta | 2:49,618  | Niemcy · Robert Gleinert · Norman Bröckl · Marcus Gross · Max Hoff | 2:49,960  | Rumunia · Stefan Vasile · Petrus Gavrila Jonel · Traian Neagu · Jonel Joneticu Toni | 2.50,056  |

### Kobiety

#### Kajaki
| Konkurencja | Złoto                                                                            | Czas      | Srebro                                                               | Czas      | Brąz                                                                        | Czas      |
| K-1 200 m   | Natalja Łobowa                                                                   | 40,120    | Teresa Portela Rivas                                                 | 40,282    | Teresa Portela                                                              | 40,300    |
| K-1 500 m   | Danuta Kozák                                                                     | 1:51,552  | Inna Osypenko-Radomska                                               | 1:53,154  | Ewelina Wojnarowska                                                         | 1:54,204  |
| K-1 1000 m  | Katalin Kovács                                                                   | 3:55,232  | Antonija Nađ                                                         | 3:57,716  | Edyta Dzieniszewska                                                         | 4:02,732  |
| K-1 5000 m  | Maryna Pautaran                                                                  | 23:12,661 | Lani Belcher                                                         | 23:21,415 | Ludmiła Gałuszko                                                            | 23:28,315 |
| K-2 200 m   | Węgry · Danuta Kozák · Katalin Kovács                                            | 37,820    | Niemcy · Franziska Weber · Tina Dietze                               | 38,036    | Białoruś · Maryna Pautaran · Wolha Chudzienka                               | 38,300    |
| K-2 500 m   | Węgry · Katalin Kovács · Tamara Csipes                                           | 1:40,207  | Polska · Aneta Konieczna · Beata Mikołajczyk                         | 1:40,339  | Rosja · Anastasija Siergiejewa · Juliana Sałachowa                          | 1:41,671  |
| K-2 1000 m  | Węgry · Tamara Csipes · Gabriella Szabó                                          | 3:31,741  | Niemcy · Franziska Weber · Tina Dietze                               | 3:32,629  | Rosja · Anastasija Siergiejewa · Juliana Sałachowa                          | 3:34,927  |
| K-4 500 m   | Białoruś · Iryna Pamiałowa · Nadzieja Papok · Wolha Chudzienka · Maryna Pautaran | 1:33,088  | Węgry · Gabriella Szabó · Anna Karasz · Dalma Benedek · Danuta Kozák | 1:34,006  | Niemcy · Tina Dietze · Silke Hoermann · Franziska Weber · Carolin Leonhardt | 1:34,834  |

#### Kanadyjki
| Konkurencja | Złoto          | Czas   | Srebro      | Czas   | Brąz                  | Czas   |
| C-1 200 m   | Maria Kazakowa | 50,455 | Lidia Weber | 52,999 | Kaciaryna Herasimenka | 53,275 |